# Okabe-juku

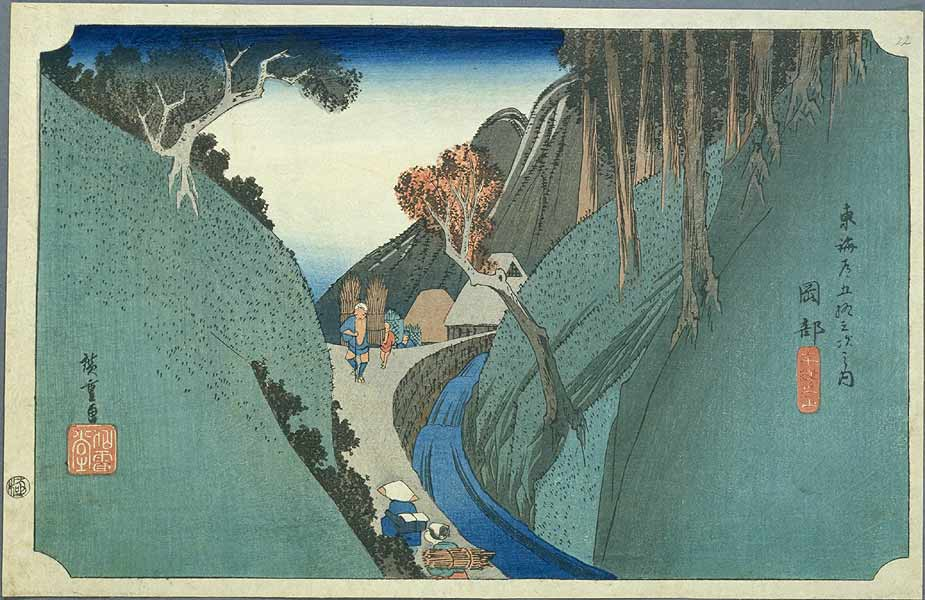
Stacja w latach 30. XIX wieku, Hiroshige Andō

Okabe-juku (jap. 岡部宿 Okabe-juku) – dwudziesta pierwsza z 53 stacji szlaku Tōkaidō, położona obecnie w mieście Fujieda, w prefekturze Shizuoka, w Japonii. Pomiędzy Okabe a poprzednią stacją Mariko-juku biegnie droga krajowa nr 1, która posiada fragment zachowany ze starożytnej drogi handlowej.

## Historia
Większość stacji Tōkaidō powstała w 1601 r., kiedy powstał szlak, jednak Okabe powstało rok później. W tej shukubie, gdy ją założono, mieszkało jedynie 16 osób. W 1638 r. mieszkało tu już sto osób, co czyniło ją dość małą stacją.
Drzeworyt ukiyo-e wykonany przez Hiroshige Andō w 1831 r. przedstawia górski potok, pomiędzy stromymi zielonymi wzgórzami, z wąską ścieżką ograniczoną z jednej strony przez kamienny mur.
Kashiba-ya, hatago Okabe-juku rozwijało się prężnie w okresie Edo, dopóki nie zostało zniszczone przez pożar w 1834 r. Zostało jednak odbudowane dwa lata później.